# Gosendyla socarnia
Gosendyla socarnia är en mångfotingart som beskrevs av Chamberlin 1960. Gosendyla socarnia ingår i släktet Gosendyla och familjen småjordkrypare. Inga underarter finns listade i Catalogue of Life.